# Paphiopedilum hennisianum
Paphiopedilum hennisianum é uma espécie de orquídea (Orchidaceae) do Sudeste Asiático.